# Municipio de Kane (Illinois)
El municipio de Kane (en inglés: Kane Township) es un municipio ubicado en el condado de Greene en el estado estadounidense de Illinois. En el año 2010 tenía una población de 995 habitantes y una densidad poblacional de 7,84 personas por km².

## Geografía
El municipio de Kane se encuentra ubicado en las coordenadas 39°12′55″N 90°22′30″O / 39.21528, -90.37500. Según la Oficina del Censo de los Estados Unidos, el municipio tiene una superficie total de 126.92 km², de la cual 126,84 km² corresponden a tierra firme y (0,06 %) 0,08 km² es agua.

## Demografía
Según el censo de 2010, había 995 personas residiendo en el municipio de Kane. La densidad de población era de 7,84 hab./km². De los 995 habitantes, el municipio de Kane estaba compuesto por el 97,49 % blancos, el 0,4 % eran amerindios, el 0,2 % eran asiáticos, el 0,1 % eran isleños del Pacífico, el 0,3 % eran de otras razas y el 1,51 % eran de una mezcla de razas. Del total de la población el 1,21 % eran hispanos o latinos de cualquier raza.